# L'ora stregona
L'ora stregona (La hora bruja) è un film del 1985 diretto da Jaime de Armiñán.